# Wolfgang Van Halen
Wolfgang William Van Halen (Califórnia, 16 de março de 1991) é um músico americano. Filho do guitarrista Eddie Van Halen e a atriz Valerie Bertinelli, em 2006 iniciou sua carreira musical tocando baixo na banda do pai, Van Halen. O seu baixo foi criado pelo seu pai, tendo o mesmo desenho de sua guitarra, a Frankenstrat. Wolfgang permaneceria na banda até sua dissolução com a morte de Eddie em 2020, participando de várias turnês e gravando o álbum A Different Kind of Truth em 2012. Ele aparece em Guitar Hero: Van Halen.
Após o fim do Van Halen, criou o projeto Mammoth WVH, nomeado a partir do nome da primeira banda de Eddie e as iniciais do nome de Wolfgang, com o músico tocando todos os instrumentos. Seu álbum de estreia foi eleito pela Loudwire como o 28º melhor álbum de rock/metal de 2021. Também tocou na banda Tremonti, do guitarrista Mark Tremonti.

## Discografia
com Van Halen
- A Different Kind of Truth (2012)
- Tokyo Dome Live in Concert (2015)

com Tremonti
- Cauterize (2015)
- Dust (2016)

com Mammoth WVH
- Mammoth WVH (2021)
- Mammoth II (2023)

como músico convidado
- The Strange Case Of... por Halestorm (2012)
- God Bless the Renegades por Clint Lowery (2020)
- Barbie: The Album (2023) - canção "I'm Just Ken"